# Cimetière national de fort Richardson
Le cimetière national de fort Richardson est un cimetière national des États-Unis situé dans l'installation de l'armée des États-Unis du fort Richardson près d'Anchorage en Alaska. Il s'étend sur 39 acres (15,8 ha) et à la fin de 2006, il contenait 4 527 inhumations. Pendant une bonne partie de l'année, les lieux de sépulture sont inaccessibles en raison des chutes de neige.

## L'histoire
Créé au cours de la seconde guerre mondiale, le site est réservé pour enterrer les soldats de toute nationalité morts en Alaska. Après la guerre, de nombreux restes sont exhumés et retournés vers leur lieu d'origine, mais certains sont restés dans le cimetière, dont ceux de 235 soldats japonais qui sont morts lors de la bataille des Îles Aléoutiennes, qui sont exhumés en 1953 pour être incinérés lors de cérémonies appropriées shinto et bouddhiste sous la supervision de représentants du gouvernement japonais. En 1981, les résidents Japonais d'Ancrage érigent un marqueur sur le site de leur inhumation.
Le 28 mai 1984, le cimetière devient un cimetière national, géré par le département des Anciens combattants des États-Unis.

## Monuments notables
- Une porte en pierre commémorative pour le commandant Kermit Roosevelt est érigée en 1949.
- Le monument japonais est d'abord érigé en 1981 en l'honneur des 235 Japonais inhumés dans le cimetière. Il est remplacé par un nouveau monument en 2002.

## Inhumations notables
- Sergent-chef James Leroy Bondsteel, récipiendaire de la médaille d'honneur pour son action lors de la guerre du Viêt Nam.
- Commandant Kermit Roosevelt, fils du président Theodore Roosevelt, vétéran de la seconde guerre mondiale. A servi avec l'armée britannique avant l'entrée en guerre des États-Unis.